# Asiatisk månfröranka
Asiatisk månfröranka (Menispermum dauricum) är en tvåhjärtbladig växtart som beskrevs av Dc.. Enligt Catalogue of Life ingår Asiatisk månfröranka i släktet månfrörankor och familjen Menispermaceae, men enligt Dyntaxa är tillhörigheten istället släktet månfrörankor och familjen Menispermaceae. Arten har ej påträffats i Sverige. Inga underarter finns listade i Catalogue of Life.

## Bildgalleri

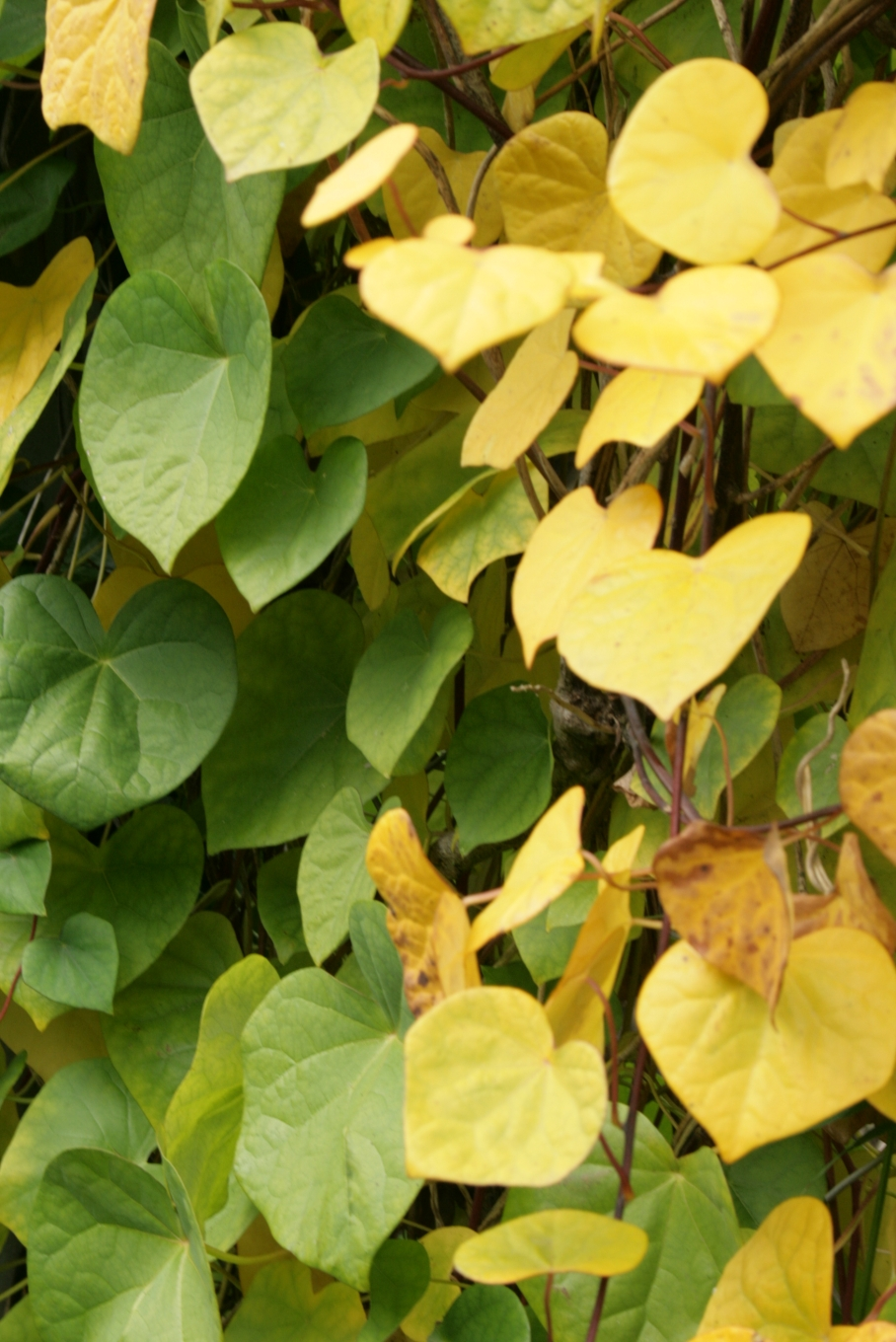
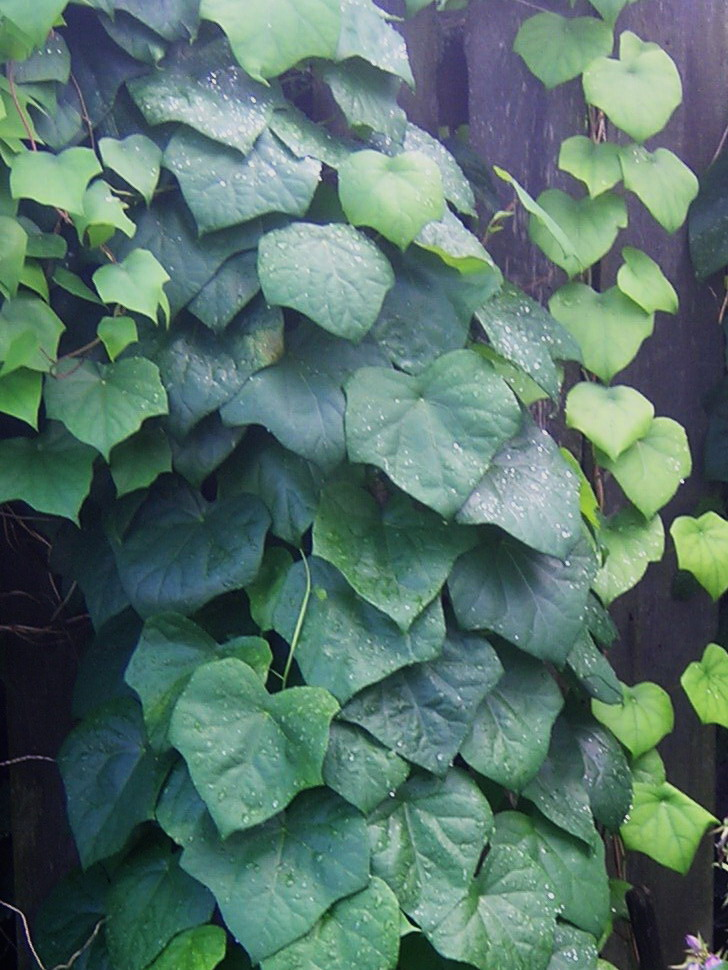